# مسابقه آواز یوروویژن ۱۹۶۴
مسابقه آواز یوروویژن ۱۹۶۴ ۹مین دوره از مسابقات آواز یوروویژن بود که در Tivolis Koncertsal، کپنهاگ، دانمارک برگزار شد. برنده آن کشور ایتالیا بود.